# Matakere, Heggadadevankote
Matakere là một làng thuộc tehsil Heggadadevankote, huyện Mysore, bang Karnataka, Ấn Độ.